# Noyers, Haute-Marne
Noyers är en kommun i departementet Haute-Marne i regionen Grand Est (tidigare regionen Champagne-Ardenne) i nordöstra Frankrike. Kommunen ligger i kantonen Clefmont som tillhör arrondissementet Chaumont. År 2022 hade Noyers 95 invånare.

## Befolkningsutveckling
Antalet invånare i kommunen Noyers
| Referens: INSEE |